# 고교생 일기
《고교생 일기》는 1983년 3월 30일부터 1986년 10월 31일까지 방영된 한국방송공사 청소년 드라마이다.

## 등장 인물
- 故 강수연 : 유현수 역
- 채시라
- 손창민
- 하희라
- 최재성
- 안정훈
- 안문숙
- 최화정
- 이청
- 전현
- 권경하
- 황준욱 : 황진우 역
- 정복임
- 이효신
- 이환지
- 김주호
- 故 장민호
- 박근형
- 서승현
- 故 이신재
- 정재순
- 임혁주
- 故 이낙훈
- 서인석
- 故 박길라
- 故 황치훈